# Ginnastica ritmica ai Giochi della XXX Olimpiade - Concorso individuale
La competizione del concorso individuale di ginnastica ritmica dei giochi olimpici di Londra 2012 si è svolto tra il 9 e l'11 agosto 2012 presso la Wembley Arena.

## Programma
| Data                    | Ora   | Turno           |
| ----------------------- | ----- | --------------- |
| Giovedì, 9 agosto 2012  | 12:00 | Rotazioni 1 e 2 |
| Venerdì, 10 agosto 2012 | 12:00 | Rotazioni 3 e 4 |
| Sabato, 11 agosto 2012  | 13:30 | Finale          |

## Podio
| Oro              | Argento          | Bronzo           |
| Evgenija Kanaeva | Dar'ja Dmitrieva | Ljuboŭ Čarkašyna |

## Qualificazioni
| Posizione | Ginnasta                 | Nazione       | Cerchio | Palla  | Clavette | Nastro | Totale  |
| --------- | ------------------------ | ------------- | ------- | ------ | -------- | ------ | ------- |
| 1         | Evgenija Kanaeva         | Russia        | 28.100  | 29.525 | 28.975   | 29.400 | 116.000 |
| 2         | Dar'ja Dmitrieva         | Russia        | 29.000  | 28.800 | 27.800   | 28.925 | 114.525 |
| 3         | Aliya Garayeva           | Azerbaigian   | 27.450  | 28.350 | 27.850   | 28.200 | 111.850 |
| 4         | Silviya Miteva           | Bulgaria      | 27.700  | 27.800 | 27.325   | 28.100 | 110.925 |
| 5         | Ljuboŭ Čarkašyna         | Bielorussia   | 28.050  | 28.400 | 27.450   | 26.550 | 110.450 |
| 6         | Son Yeon-jae             | Corea del Sud | 28.075  | 27.825 | 26.350   | 28.050 | 110.300 |
| 7         | Alina Maksymenko         | Ucraina       | 27.300  | 28.125 | 27.800   | 26.800 | 110.025 |
| 8         | Joanna Mitrosz           | Polonia       | 27.425  | 27.250 | 27.625   | 27.450 | 109.750 |
| 9         | Neta Rivkin              | Israele       | 27.450  | 26.200 | 27.525   | 27.725 | 108.900 |
| 10        | Ganna Rizatdinova        | Ucraina       | 27.350  | 26.800 | 27.750   | 26.950 | 108.850 |
| 11        | Senyue Deng              | Cina          | 27.150  | 26.800 | 27.575   | 27.300 | 108.825 |
| 12        | Melicina Stanjuta        | Bielorussia   | 27.500  | 26.700 | 27.600   | 26.875 | 108.675 |
| 13        | Delphine Ledoux          | Francia       | 27.100  | 27.150 | 27.250   | 26.675 | 108.175 |
| 14        | Carolina Rodríguez       | Spagna        | 26.900  | 26.625 | 27.175   | 26.100 | 106.800 |
| 15        | Anna Alyabyeva           | Kazakistan    | 27.200  | 26.575 | 25.250   | 27.400 | 106.425 |
| 16        | Julieta Cantaluppi       | Italia        | 25.200  | 26.675 | 26.850   | 26.550 | 105.275 |
| 17        | Jana Berezko-Marggrander | Germania      | 26.300  | 26.575 | 27.325   | 24.900 | 105.100 |
| 18        | Caroline Weber           | Austria       | 25.925  | 25.950 | 26.725   | 26.350 | 104.950 |
| 19        | Chrystalleni Trikomiti   | Cipro         | 26.250  | 26.250 | 26.375   | 25.800 | 104.675 |
| 20        | Ulyana Trofimova         | Uzbekistan    | 24.650  | 24.625 | 23.275   | 24.800 | 97.350  |
| 21        | Julie Zetlin             | Stati Uniti   | 23.750  | 24.450 | 24.225   | 24.250 | 96.675  |
| 22        | Janine Murray            | Australia     | 24.350  | 23.100 | 23.875   | 25.000 | 96.325  |
| 23        | Yasmine Mohmed Rostom    | Egitto        | 23.925  | 23.775 | 25.050   | 23.500 | 96.250  |
| 24        | Francesca Jones          | Gran Bretagna | 24.200  | 24.550 | 21.975   | 23.900 | 94.625  |

## Finale
| Posizione | Ginnasta          | Nazione       | Cerchio | Palla  | Clavette | Nastro | Totale  |
| --------- | ----------------- | ------------- | ------- | ------ | -------- | ------ | ------- |
|           | Evgenija Kanaeva  | Russia        | 29.350  | 29.200 | 29.450   | 28.900 | 116.900 |
|           | Dar'ja Dmitrieva  | Russia        | 28.300  | 28.350 | 28.750   | 29.100 | 114.500 |
|           | Ljuboŭ Čarkašyna  | Bielorussia   | 28.100  | 28.000 | 27.525   | 28.075 | 111.700 |
| 4         | Aliya Garayeva    | Azerbaigian   | 27.925  | 27.825 | 27.575   | 28.250 | 111.575 |
| 5         | Son Yeon-jae      | Corea del Sud | 28.050  | 28.325 | 26-750   | 28.350 | 111.475 |
| 6         | Alina Maksymenko  | Ucraina       | 27.950  | 26.675 | 27.550   | 27.450 | 109.625 |
| 7         | Neta Rivkin       | Israele       | 27.350  | 26.850 | 27.800   | 27.000 | 109.000 |
| 8         | Silviya Miteva    | Bulgaria      | 27.450  | 27.100 | 26.750   | 27.650 | 108.950 |
| 9         | Joanna Mitrosz    | Polonia       | 27.475  | 27.150 | 26.850   | 27.425 | 108.900 |
| 10        | Ganna Rizatdinova | Ucraina       | 26.750  | 27.050 | 27.100   | 26.500 | 107.400 |